# Альцай
Альцай (нім. Alzey) — місто в Німеччині, районний центр, розташований в землі Рейнланд-Пфальц.
Адміністративний центр району Альцай-Вормс. Площа — 35,21 км2. Населення становить 18 820 ос. (станом на 31 грудня 2020). Офіційний код — 07 3 31 003.
Місто розподіляється на 4 міські райони.

## Відомі містяни
- Людвіґ Бамберґер — політичний діяч, депутат округу в рейхстазі від 1868 року.
- Фолькер — легендарний персонаж германської епічної поеми «Пісня про Нібелунгів», товариш Зіґфріда.
- Карл Вольфсон, американський піаніст та музичний педагог, народився в Альцаї 1834 року.
- Таркан, турецький співак, народився в Альцаї 1972 року.

## Фотографії

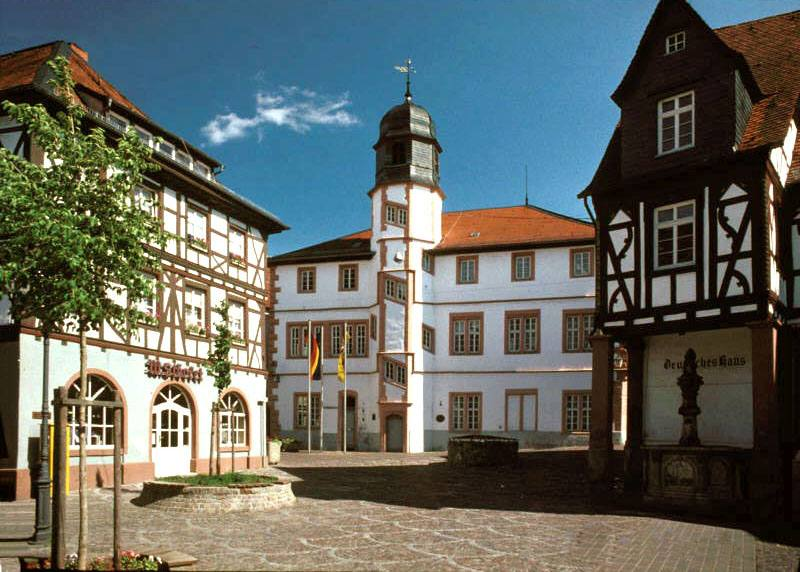
Рибний ринок
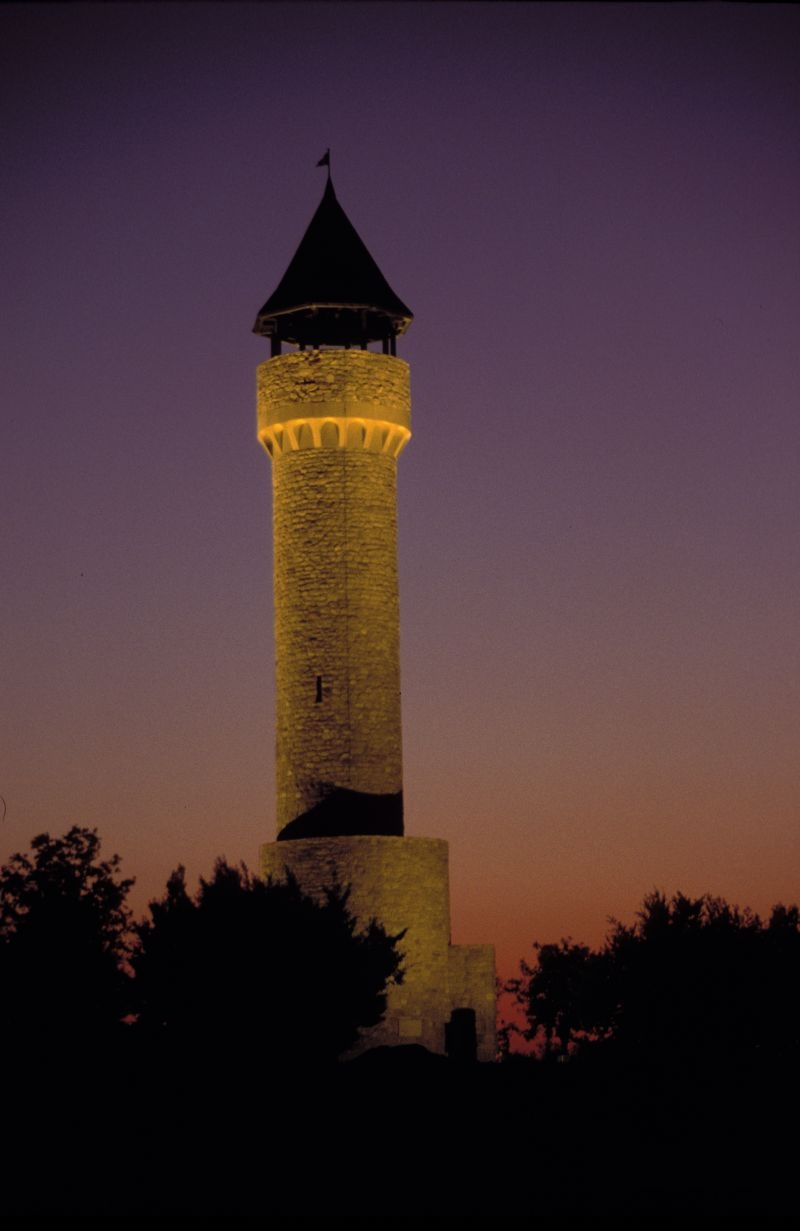
Вежа Вартберґ
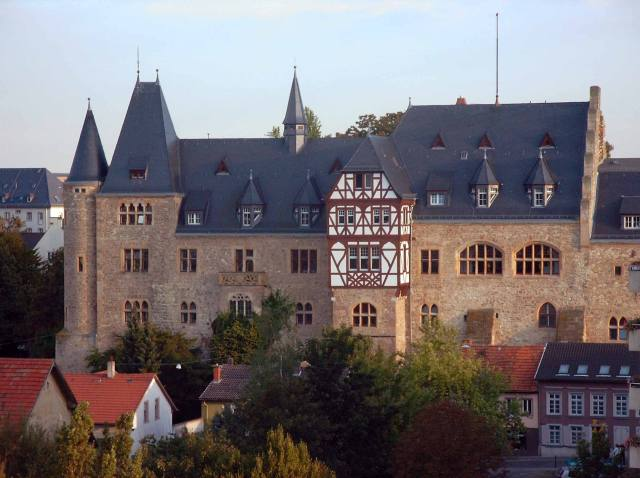
Замок
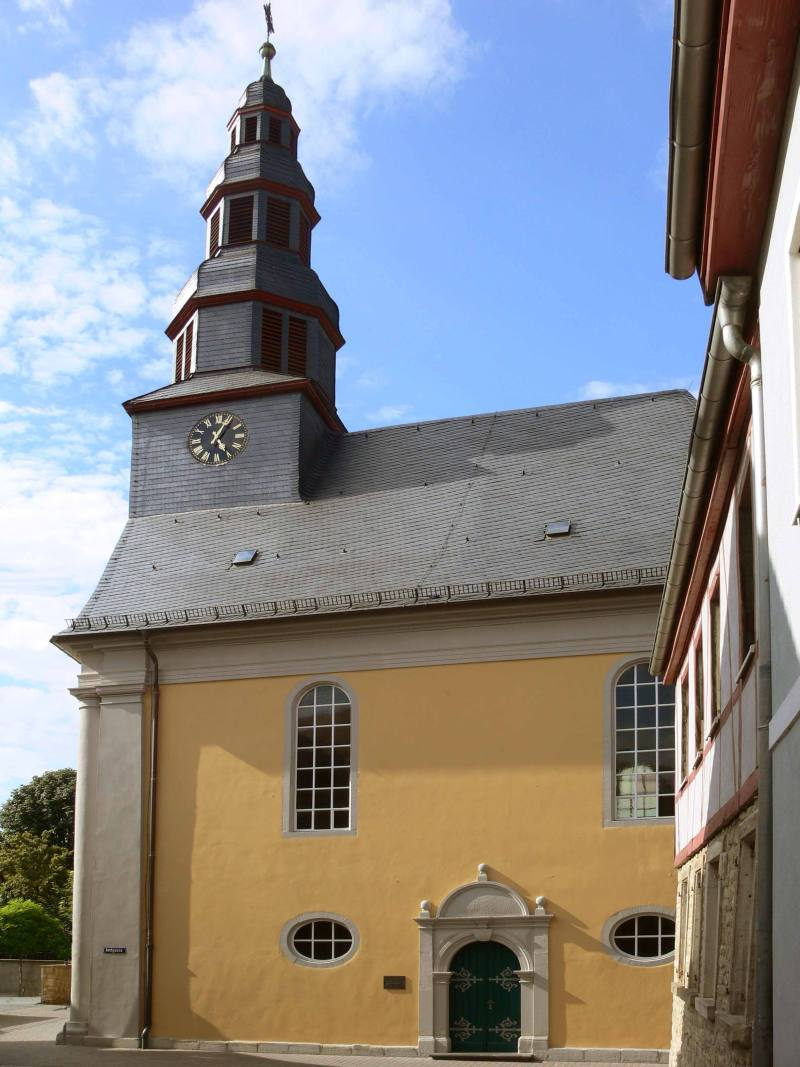
Маленька церква